# Djamal Banura
Djamal Banura (arabisch جمال بنوره, DMG Ǧamāl Bannūra; * 1938 in Bait Sahur, Völkerbundsmandat für Palästina; † 16. Dezember 2020) war ein palästinensischer Schriftsteller und Journalist.

## Leben
Nach Abschluss eines Studiums begann Banura eine Tätigkeit als Lehrer. Er schrieb, meist unter seinem Pseudonym Saleh Ad-Din, Kurzgeschichten und veröffentlichte in Zeitschriften und Zeitungen im israelisch besetzten Gebiet.

## Werke
- Fatat ismuha filastin (Ein Mädchen namens Palästina), Kurzgeschichten
- Al-Auda (Die Rückkehr), Kurzgeschichten, 1976